# Península de Iugor

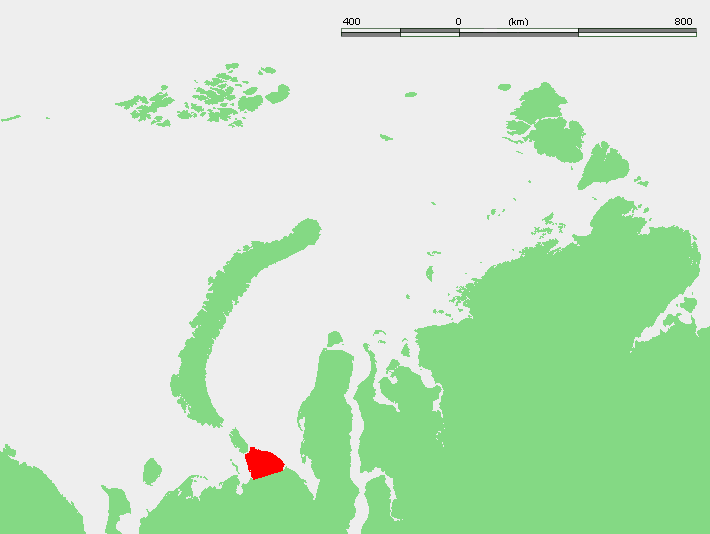
Localização da Península de Iugor

A península de Iugor (em russo:  Югорский полуостров) é uma grande península no distrito autónomo de Nenetsia, norte da Rússia. É limitada pela baía Khaypudyr no mar de Pechora a oeste, e pela baía Baydaratskaya no mar de Kara a norte e leste.
Comparada com o mar de Barents, que recebe correntes relativamente quentes do oceano Atlântico, o mar de Kara é muito mais frio, permanecendo gelado mais de nove meses por ano. Frequentemente na primavera e no outono, a costa oriental da península de Iugor fica gelada, enquanto a costa ocidental está livre de gelo.
O estreito de Iugor e, para lá deste, a ilha Vaygach, ficam na sequência para noroeste desta península. Na parte sudeste da península de Iugor fica a cratera de meteorito de Kara.